# Manquillos
Manquillos – gmina w Hiszpanii, w prowincji Palencia, w Kastylii i León, o powierzchni 12,6 km². W 2011 roku gmina liczyła 68 mieszkańców.